# Ponerinae
Ponerinae es una subfamilia de hormigas con unas 1600 especies en 47 géneros, incluyendo Dinoponera gigantea, una de las especies de hormigas más grandes del mundo.
Son más fáciles de identificar que otras subfamilias por una constricción en el gaster (abdomen).

## Tribus
- Platythyreini - solo un género Platythyrea
- Ponerini - Ver en géneros
- Thaumatomyrmecini - solo un género Thaumatomyrmex

## Géneros
- Afropone (extinta)
- Anochetus (115 especies)
- Asphinctopone (3 especies)
- Belonopelta (3 especies)
- Boloponera (1 especies)
- Bothroponera Mayr, 1862
- Brachyponera Emery, 1900
- Buniapone Schmidt & Shattuck, 2014
- Centromyrmex (18 especies)
- †Cephalopone Dlussky & Wedmann, 2012[1]
- Cryptopone (25 especies)
- Diacamma (51 especies)
- Dinoponera (9 especies)
- Dolioponera (1 especies)
- Emeryopone (5 especies)
- Eogorgites (extinta)
- Eoponerites (extinta)
- Feroponera (1 especies)
- Furcisutura (extinta)
- Harpegnathos (12 especies)
- Hypoponera (343 especies)
- Leptogenys (266 especies)
- Leptoponera (339 especies)
- Loboponera (11 especies)
- Longicapitia (extinta)
- Mayaponera Schmidt & Shattuck, 2014
- Megaponera Mayr, 1862
- Mesoponera Emery, 1900
- †Messelepone Dlussky & Wedmann, 2012[1]

- Myopias (38 especies)
- Neoponera Emery, 1901
- Odontomachus (66 especies)
- Odontoponera (7 especies)
- Pachycondyla (335 especies)
- Phrynoponera (6 especies)
- Platythyres (50 especies)
- Plectroctena (17 especies)
- Ponera (57 especies)
- Promyopias (1 especies)
- Psalidomyrmex (6 especies)
- Simopelta (29 especies)
- Streblognathus (2 especies)
- Thaumatomyrmex (19 especies)

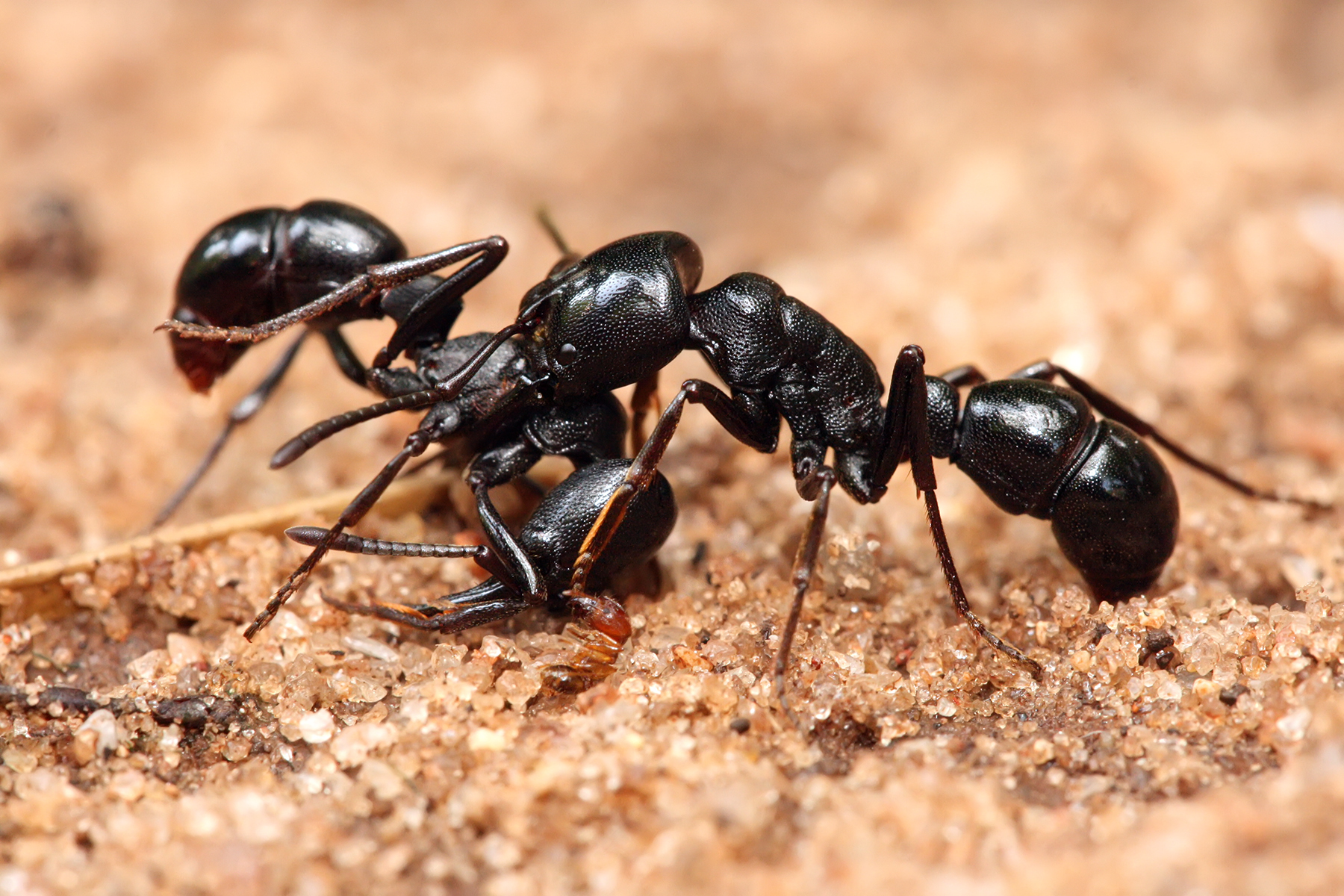
Plectroctena sp luchando

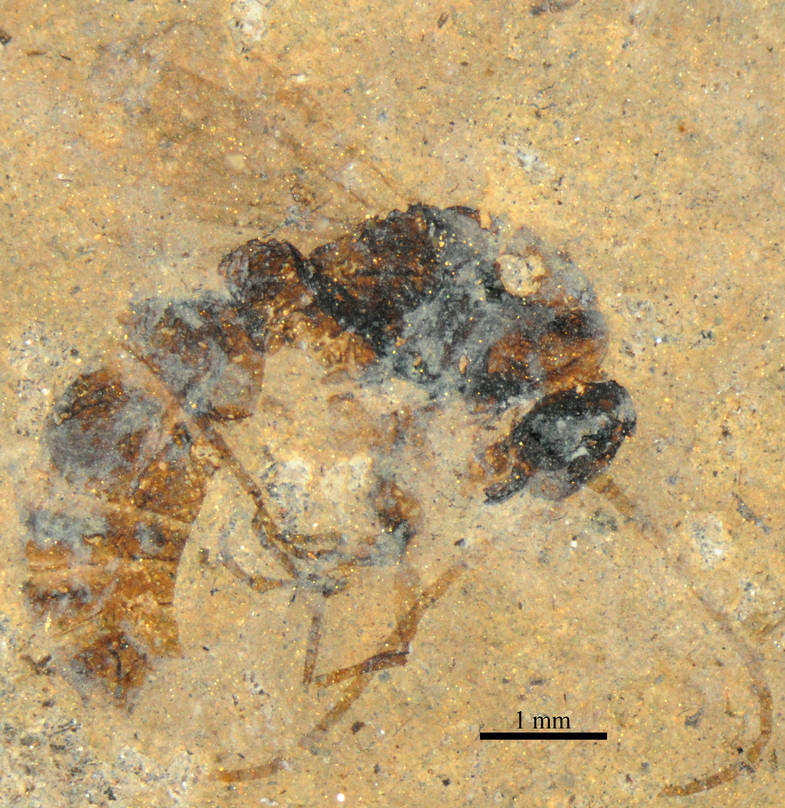
Messelepone leptogenoides macho

Géneros previamente en la subfamilia Ponerinae reclasificados
- Rhytidoponera - subfamilia Ectatomminae
- Discothyrea - subfamilia Proceratinae
- Probolomyrmex - subfamilia Proceratinae
- Proceratium - subfamilia Proceratinae
- Amblyopone - subfamilia Amblyoponinae
- Onychomyrmex - subfamilia Amblyoponinae

incertae sedis
- †Afropone Dlussky, Brothers & Rasnitsyn, 2004
- †Eogorgites Hong, 2002
- †Eoponerites Hong, 2002
- †Furcisutura Hong, 2002
- †Longicapitia Hong, 2002
- †Ponerites Dlussky & Rasnitsyn, 2003
- †Taphopone Dlussky & Perfilieva, 2014

1. 1 2  Dlussky, G.M.; Wedmann, S. (2012). «The poneromorph ants (Hymenoptera, Formicidae: Amblyoponinae, Ectatomminae, Ponerinae) of Grube Messel, Germany: High biodiversity in the Eocene». Journal of Systematic Palaeontology 10 (4): 725-753. doi:10.1080/14772019.2011.628341. – via Taylor & Francis (requiere suscripción)